# Ses Roquetes
La playa Ses Roquetes está situada en Santa Eulalia del Río, en la parte oriental de la isla de Ibiza, en la comunidad autónoma de las Islas Baleares, España.
Es una playa urbana que carece de los servicios más elementales para el turismo. A 2,5 km se encuentra el Puerto Deportivo de Santa Eulària d'es Riu.